# ادواردو گابریلینی
ادواردو گابریلینی (ایتالیایی: Edoardo Gabbriellini؛ زادهٔ ۱۶ ژوئیه ۱۹۷۵) بازیگر، فیلم‌نامه‌نویس و کارگردان فیلم اهل ایتالیا است.
از فیلم‌هایی که وی در آن نقش داشته‌است، می‌توان به بارتالی: مرد آهنین، من عشق هستم، آغوش و بوسه و صورت یک فرشته اشاره کرد.